# Clinocera stagnalis
Clinocera stagnalis är en tvåvingeart som först beskrevs av Alexander Henry Haliday 1833.  Clinocera stagnalis ingår i släktet Clinocera och familjen dansflugor. Arten är reproducerande i Sverige. Inga underarter finns listade i Catalogue of Life.